# Kovarce
Kovarce jsou obec na Slovensku, v okrese Topoľčany v Nitranském kraji. Žije v nich přibližně 1 500 obyvatel.

## Historie
První písemná zmínka o Kovarcích je z roku 1280. Tehdy vesnice patřila zemanskému rodu Ludanicků.
V roce 1864 koupil Anton Wels, původním příjmením Wedeles (1. dubna 1830 Praha – 18. srpna 1876 Kovarce) v Kovarcích zámek a rozsáhlé pozemky. On a jeho společník Pavel Wehl na nich v roce 1865 postavili cukrovar, který v časech největší produkce zaměstnával až 300 lidí. Wels pocházel z pražské židovské rodiny, ale konvertoval ke katolictví. Jeho otcem byl Nathan Wedeles (21. dubna 1795 Praha–1860 Praha). Matka se jmenovala Judita Julie Wedeles, rozená Porges (24. dubna 1795 Praha – 1854 Praha).
Anton Wels a jeho manželka Karolina Klára, rozená Schützová (* 1838 Zářečí, Březová nad Svitavou) měli dceru Annu Julianu Francisku Karolinu Welsovou, jenž se na zámku narodila 23. července 1868. Ta se později provdala za Angličana, usazeného a podnikajícího v Čechách, Victora Johna Georga Rustona (1860–1940), kterému 21. listopadu 1889 v Úžici severně od Prahy porodila syna Josepha Victora Anthonyho Rustona – budoucího otce herečky Audrey Hepburnové.

## Přírodní poměry
Obec leží v údolí na náplavových kuželech levostranných přítoků řeky Nitry pod pohořím Tríbeč. Rovinný až kopcovitý povrch leží v nadmořské výšce  v rozmezí 156–829 metrů, střed obce je ve výšce 164 metrů a je tvořen mladšími terciérními usazeninami, které jsou kryté říčními usazeninami a spraší. Severozápadní svahy pohoří Tríbeč jsou tvořena metamorfovanými horninami a křemeny staršího mezozoika. Lesní porost tvořily dubohabrové porosty a bučiny s borovicemi. V katastrálním území obce leží přírodní rezervace Kovarská hôrka.

### Využití půdy
Celková rozloha území obce je 25,0421 km², z toho v roce 2020 připadalo 41 % na zemědělskou půdu. Využití půdy (2020): 35 % orná půda, 2 % zahrady, 4 % travnaté plochy. Více než polovinu území pokrývaly lesy. V roce 2023 zemědělská ploch tvořila 1 018,82 ha, z toho 876,53 ha byla orná půda a 41,33 ha připadalo na zahrady. Lesy pokrývaly1321,78 ha území, 67,39 ha byla zastavěná plocha a nádvoří  a 51,76 ha připadalo na vodní plochu.

### Sousední obce
Obec sousedí:
|                     | Čeľadince | Nitrianska Streda      |
| Chrabrany, Ludanice |           | Velčice                |
| Dvorany nad Nitrou  | Súlovce   | Kostoľany pod Tríbečom |

Dvorany nad Nitrou hraničí v bodě styku obcí Súlovce, Ludanice a Kovarce.

## Pamětihodnosti
- V obci je barokní římskokatolický kostel svatého Mikuláše postavený v roce 1755, přestavěný 1854.[10][11] Kostel je kulturní památkou.[12]
- Hradiště z doby halštatské na katastrálním území obcí Kovarce a Velčice na vrcholu kopce Veľký Tribeč (829,6 m n. m.).[13][14]
- Barokní kaštel z 18. století přestavěna v roce 1880.[15][16][11]
- Kaple svaté Anny postavena v letech 1879–1880 v historizujícím slohu. Kaple byla rodinnou hrobkou rodiny Wágnerů.[17][18]